# Anna Sacher
Pour les articles homonymes, voir Sacher.
Anna Maria Sacher, née Fuchs, le 2 janvier 1859 à Vienne et décédée le 25 février 1930  en sa ville natale, est une hôtelière viennoise, belle-fille de l'inventeur de la Sachertorte, Franz Sacher et épouse d'Eduard Sacher, fondateur de l'Hôtel Sacher dont elle prend la direction à la mort de son mari.
Elle a connu une tragédie familiale en conduisant sans le prévoir sa fille Annie au suicide, à l'âge de 20 ans, pour lui avoir fait épouser le fils de son amant.
Elle a choisi d'être inhumée à Vienne, dans le caveau où reposaient son amant et l'épouse de celui-ci, et non à Baden, près de Vienne, dans le caveau de la famille de son défunt mari.